# Alliopsis qinghoensis
Alliopsis qinghoensis är en tvåvingeart som först beskrevs av Hsue 1981.  Alliopsis qinghoensis ingår i släktet Alliopsis och familjen blomsterflugor. Inga underarter finns listade i Catalogue of Life.